# Kraśniczek diamentowy
Kraśniczek diamentowy, amadyna diamentowa, amadyna diamantka (Stagonopleura guttata) – gatunek małego ptaka z rodziny astryldowatych (Estrildidae), zamieszkujący Australię.

## Taksonomia
Po raz pierwszy gatunek opisał George Shaw w 1796 na podstawie holotypu ze zbiorów Leverian Museum (zbiory Levera), pochodzącego z okolic Sydney. Autor nadał nowemu gatunkowi nazwę Loxia guttata. Obecnie (2018) Międzynarodowy Komitet Ornitologiczny umieszcza gatunek w rodzaju Stagonopleura. Na przestrzeni lat różni autorzy umieszczali gatunek także w rodzajach Emblema, Zonaeginthus i Spermestes. Gatunek monotypowy.

## Morfologia
Długość ciała około 12 cm, masa ciała 14,1–22,7 g, rozpiętość skrzydeł blisko 26 cm. Głowa jasna, u samic bardziej szara, u samca biała. Kantarek czarny. Ogon czarny, podobnie jak pasek na piersi. Boki ciała zdobią białe kropki. Kuper i dziób czerwone. Występuje nieznaczny dymorfizm płciowy; samice są jaśniejsze od samców. Uzyskano trzy mutacje recesywne: cynamonową (części ciała w naturze czarne są tu brązowe), pastelową i żółtą (dziób i kuper są żółte).

## Zasięg
Kraśniczki diamentowe występują w południowo-wschodniej Australii, od południowo-centralnego i południowo-wschodniego Queenslandu (w większości zboczy Wielkich Gór Wododziałowych) po południowo-wschodnią Australię Południową (na południe po południowy Półwysep Eyrego, na Wyspie Kangura rzadkie) oraz południową Wiktorię.

## Ekologia i zachowanie
Środowiskiem życia są różnorodne tereny zdominowane przez eukaliptusy z trawiastym podszytem, w tym lasy i mallee. Ich pożywienie stanowią nasiona traw i roślin zielnych, w tym komosy (Chenopodium) i iglic (Erodium). Żyją w niewielkich stadach, okazjonalnie można je spotkać w parkach i ogrodach. W większości są to ptaki osiadłe. Jedynie niektóre ptaki z nadmorskich populacji, żyjących na dużej wysokości n.p.m., zimą przenoszą się na obszary położone bardziej na północ.

### Lęgi
Lęgi stwierdzono w każdym miesiącu z wyjątkiem czerwca i lipca; trwają głównie od sierpnia do stycznia. Przeważnie ptaki te gniazdują w małych koloniach, liczących do 30 gniazd. Gniazdo ma tunel wejściowy o długości osiągającej 15 cm; wyściełane jest delikatnymi trawami i pierzem. Umieszczone jest na drzewie lub krzewie o gęstym ulistnieniu. U jego wejścia niekiedy znajdują się kwiaty (podczas jednego z badań odnotowano je w 70% gniazd); ich obecność zdaje się wynikać z preferencji co do długości łodyg użytych do budowy gniazda – na wybór łodygi wpływa jej długość, nie obecność kwiatu na końcu. Zniesienie liczy 4–9 jaj. Inkubacja trwa blisko 13 dni, wysiadują obydwa ptaki z pary. W niewoli osobniki młodociane opuszczają gniazdo po 22–24 dniach, usamodzielniają się po blisko 45 dniach życia.

## Status
IUCN uznaje kraśniczka diamentowego za gatunek narażony na wyginięcie (VU, Vulnerable) od 2022 roku. Wcześniej, od 2012 był uznawany jako gatunek najmniejszej troski (LC, Least Concern), a w latach 2000–2008 jako gatunek bliski zagrożenia (NT, Near Threatened). Zagrożeniem dla tych ptaków jest niszczenie środowiska ich życia (poprzez nadmierny wypas, wypalanie traw, przesalanie gleby, gatunki inwazyjne we florze) oraz konkurencja z innymi gatunkami (np. krasnogonkami czerwonobrewymi, Neochmia temporalis). Gatunek hodowany w niewoli.